# You’re Gonna Go Far, Kid
You’re Gonna Go Far, Kid – piosenka The Offspring. To trzeci utwór, a zarazem drugi singiel z wydanego w 2008 roku albumu Rise and Fall, Rage and Grace. Ta piosenka była obok „Hammerhead” i „Half-Truism” jednym z pierwszych utworów zagranych na żywo jeszcze przed wydaniem Rise and Fall, Rage and Grace.
Piosenka zawiera odniesienia do książki „Władca much” Williama Goldinga.
We wrześniu 2022 nagranie uzyskało w Polsce certyfikat złotej płyty.

## Teledysk
1 października 2008 ogłoszono na oficjalnej stronie The Offspring, że trwają prace nad teledyskiem, a jego premiera odbędzie się wkrótce. Klip został wyreżyserowany przez Chrisa Hopewella, który reżyserował także teledyski Radiohead, Franz Ferdinand, The Killers, Louis XIV, The Knife i kilku innych zespołów. 16 października 2008 ogłoszono na oficjalnej stronie The Offspirng, iż premiera klipu będzie mieć miejsce 17 października o 15 czasu wschodniego na MySpace.
Akcja teledysku ma miejsce w dystopijnej przyszłości rewolucji francuskiej.
Klip rozpoczyna się sceną, gdy farmer pracuje na działce w ogrodzie. Nagle pojawia się bogini roślin i daje farmerowi magiczną, złotą gitarę akustyczną, a on zaczyna brzdąkać na gitarze do utworu. Wchodzi do miasta i gra dla miejscowych. Magiczne możliwości gitary, czynią farmera sensacją, dzięki czemu zarabia dużo potrzebnych mu pieniędzy. Farmer następnie gra dla porażonych plagą mieszczan i zostają oni uzdrowieni przez gitarę. Następnie farmer domaga się od jednego z nich kosztownego naszyjnika, podczas gdy bogini roślin patrzy na niego potępiającym wzrokiem. Farmer przychodzi do bardzo drogiej restauracji, ale nie może wejść z powodu swojego wyglądu. Gra więcej, aby zarobić na ładny garnitur. Kupuje garnitur, wchodzi do restauracji i zaczyna grać na gitarze dla zamożnych osób, aby zarobić więcej pieniędzy. W pewnym momencie pojawia się bogini roślin, zabiera mu gitarę i spycha go do podziemi, co jest karą za jego chciwość. Gitara ląduje na podłodze i rozpuszcza się w liściach pod koniec utworu.

## Lista utworów
Digital download
1. You’re Gonna Go Far, Kid (Radio Edit) – 2:58

Maxi singiel
1. Unitiled (Explicit Album Version) – 2:58
2. You’re Gonna Go Far, Kid (Live) – 3:00